# Sernhac
Sernhac é uma comuna francesa na região administrativa de Occitânia, no departamento de Gard. Estende-se por uma área de 8,93 km², com 1 226 habitantes, segundo os censos de 1999, com uma densidade de 137 hab/km².